# Kickxellomycota
Division
Sous-division
Les Kickxellomycota sont une division de champignons. Ils étaient historiquement placés parmi la division obsolète des Zygomycota.

## Description
Les champignons de cette sous-division sont des saprophytes, des parasites d'autres champignons ou des mycobiontes dans des symbioses.
Les thalles sont plus ou moins cloisonnés. La structure assez complexe du pore central de la cloison en forme de disque muni d'un « bouchon » est caractéristique du groupe.

## Taxinomie

### Taxons subordonnés
Une vaste étude phylogénétique réalisée en 2007, réalisée par plus d'une soixantaine de chercheurs, présente les ordres suivants :
- ordre des Asellariales ;
- ordre des Dimargaritales ;
- ordre des Harpellales ;
- ordre des Kickxellales.

Depuis, les quatre ordres ont été confirmés comme monophylétiques, néanmoins leurs contours devront être reprécisés et de nouveaux clades à l'intérieur de la sous-division devraient pouvoir être définis comme de nouveaux ordres.
Selon NCBI (1 juillet 2013) :
- ordre des Dimargaritales :
  - famille des Dimargaritaceae ;
- ordre des Harpellales :
  - famille des Harpellaceae ;
  - famille des Legeriomycetaceae ;
  - Harpellales incertae sedis ;
- ordre des Kickxellales :
  - famille des Kickxellaceae.

### Liste des classes
- Dimargaritomycetes
- Kickxellomycetes